# جنرال دير بانزتروب
```
جنرال دير بانزتروب
 ( 
تترجم حرفيا.
 General of the Armoured Corps
  
سلاح المدرعات العام)
 
جنرال فرع
 برتبة OF8 في 
الجيش الألماني
، أنشئ في 1935. كان 
الجنرال دير بانزتروب
 ملازمًا عامًا، فوق الميجور جنرال (جنرال إليوتنان)، وكان يقود فيلق بانزر. 
```

## رتبة وترتيب الشارة
كانت الرتبة معادلة للجنرال دير كافاليري والجنرال دير أرتيليري والجنرال دير إينفانتيري. قدم فيرماخت أيضًا الجنرال دير جبيرجستروب (القوات الجبلية)، والجنرال دير بيونيير (المهندسين)، والجنرال دير فولشيرميرتروب (قوات المظلات)، والجنرال دير فليغر (الطيارون)، والجنرال دير ناخريختنتروينب (قوات الاتصالات)، والجنرال دير لوفتشناتشيرتروبه (قوات الاتصالات الجوية). 

## قائمة
الضباط التالية أسمائهم حملو رتبة الجنرال دير بانزتروب: 
- هانس يورغن فون أرنيم (1889–1962)  (promoted غنرال أوبرست 4/12/1942)
- Hermann Balck (1893–1982)
- Erich Brandenberger (1882–1955)
- Hermann Breith (1892–1964)
- هانس كرامر (1896–1968)
- لودفيج كرويل (1892–1958)
- كارل ديكر (1897–1945) (committed suicide)
- هاينريش إيبرباخ (1895–1992)
- Maximilian Reichsfreiherr von Edelsheim (1897–1994)
- Hans-Karl Freiherr von Esebeck (1892–1955)
- غوستاف فيهن  [لغات أخرى]‏ (1892–1945) (executed by partisans)
- إرنست فيسمان (1881–1962)
- فولفغانغ فيشر (1888–1943)
- والتر فرايز (1894–1982)
- هانز فرايهر فون فونك (1891–1979)
- ليو فون شويبنبرج (1886–1974)
- فريتز هوبير جريسير (1888–1960)
- هاينز جوديريان (1888–1954) (promoted Generaloberst 1941)
- Josef Harpe (1887–1968) (promoted Generaloberst 20/5/1944)
- Sigfrid Henrici (1889–1964)
- Traugott Herr (1890–1976)
- Alfred Ritter von Hubicki (1887–1971)
- Hans-Valentin Hube (1890–1944) (promoted Generaloberst 20/4/1944, killed in plane crash 21/04/1944)
- Georg Jauer (1896–1971)
- Werner Kempf (1886–1964)
- مورتيمر فون كيسيل (1893–1981)
- فريدريش كيرشنر  [لغات أخرى]‏ (1885–1960)
- Ulrich Kleemann (1892–1963)
- أوتو فون نوبيلسدورف (1886–1966)
- والتر كروغر (1892–1973)
- فريدريك كوهن (1889–1944) (killed in bombing raid)
- Adolf-Friedrich Kuntzen (1889–1964)
- Willibald Freiherr von Langermann und Erlencamp (1890–1942)
- Joachim Lemelsen (1888–1954)
- Heinrich Freiherr von Lüttwitz (1896–1969)
- Smilo Freiherr von Lüttwitz (1895–1975)
- أوزوالد لوتز (1876–1944)
- هاسو فون مانتيفيل (1897–1978)
- Karl Mauss (1898–1959)
- فالتر مودل (1891–1945) (promoted Generaloberst 28/2/1942, فيلد مارشال 1/3/1944)
- Walther Nehring (1892–1983)
- فريدريش باولوس (1890–1957) (promoted Generaloberst 30/11/1942, Generalfeldmarschall 30/1/1943)
- Georg-Hans Reinhardt (1887–1963) (promoted Generaloberst 1/1/1942)
- إرفين رومل (1891–1944) (promoted Generaloberst 24/1/1942, Generalfeldmarschall 2/6/1942, committed suicide 14/10/1944)
- Hans Röttiger (1896–1960)
- ديتريش فون ساوكين (1892–1980)
- فرديناند شال (1889–1962)
- رودلف شميت (1886–1957) (promoted Generaloberst 1/1/1942)
- جيرهارد فون شفيرين (1899–1980)
- Frido von Senger und Etterlin (1891–1963)
- غورغ شتومه (1886–1942)
- هورست ستامبف (1887–1958)
- فيلهلم ريتر فون توما (1891–1948)
- Gustav von Vaerst (1894–1975)
- Rudolf Veiel (1883–1956)
- Heinrich von Vietinghoff (1887–1952) (promoted Generaloberst 1/9/1943)
- Nikolaus von Vormann (1895–1959)
- فالتر فينك (1900–1982)

## معرض الصور

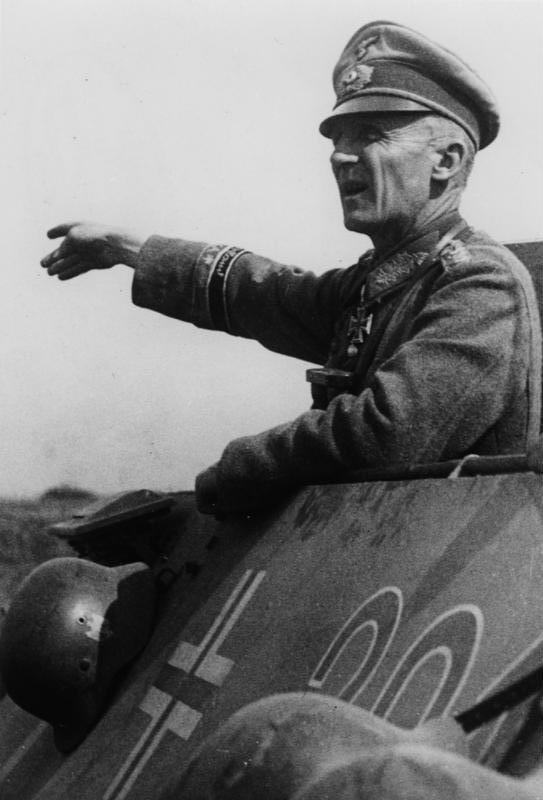
الجنرال دير بانزتروب هاسو فون مانفوفيل في عام 1944
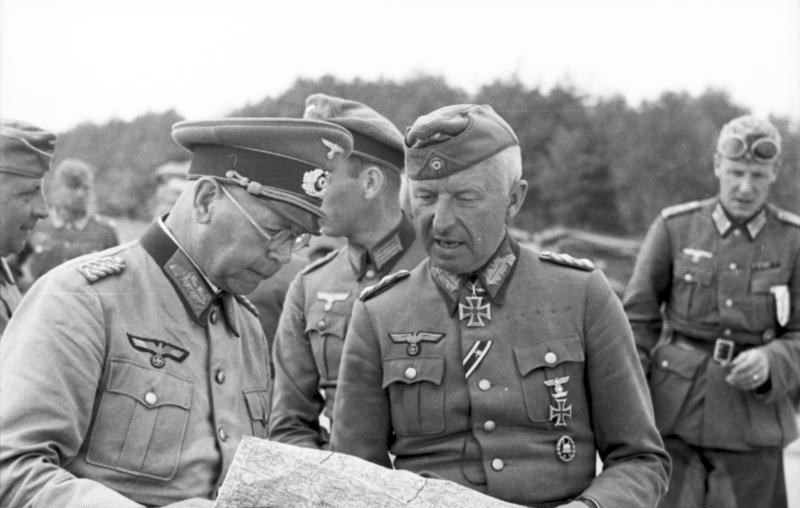
الجنرال دير بانزتروب إريك براندنبرجر (يسار) مع الجنرال فيلد مارشال إريك فون مانشتاين عام 1941
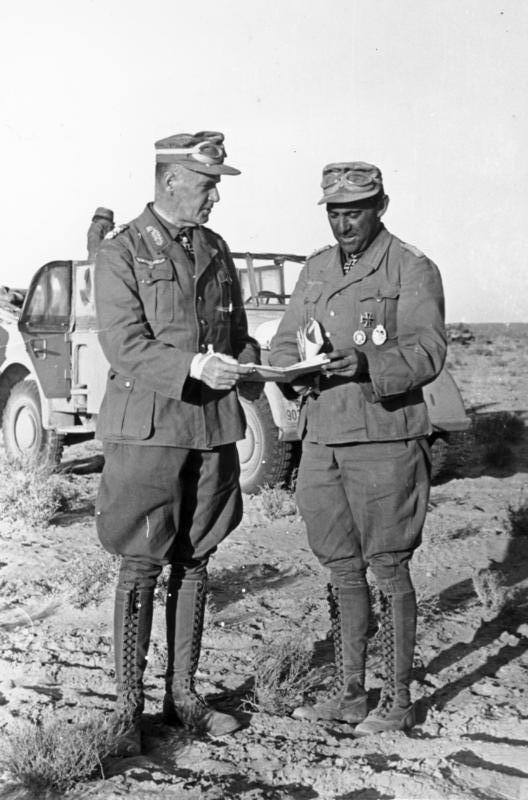
General der لودفيج كرويل (يسار) في شمال إفريقيا عام 1942

## الأدب
- راينهارد شتومبف : يموت فيرماخت إيليت. Rang- und Herkunftsstruktur der deutschen Generale und Admirale 1933–1945. هارالد بولدت فيرلاج ، بوبارد آم راين ، 1982. ISBN   3-7646-1815-9 .